# La valle degli uomini perduti
La valle degli uomini perduti (Massacre) è un film del 1956 diretto da Louis King.
È un film western statunitense con Dane Clark, James Craig e Martha Roth.

## Produzione
Il film, diretto da Louis King su una sceneggiatura di D.D. Beauchamp e un soggetto di Fred Freiberger e William Tunberg, fu prodotto da Robert L. Lippert Jr. per la Lippert Pictures e girato, tra le altre location, negli Estudios Cinematográficos C.L.A.S.A. a Città del Messico da metà marzo a fine aprile 1955. I titoli di lavorazione furono  Charge of the Rurales e  The Violent Land. Il film doveva essere originariamente girato in Guatemala; questa location fu poi scartata per difficoltà logistiche e fu scelta l'area di Città del Messico e di Cuernavaca.

## Distribuzione
Il film fu distribuito con il titolo Massacre negli Stati Uniti dal 1º giugno 1956 1956 (première a Città del Messico il 29 marzo 1956) al cinema dalla Twentieth Century Fox Film Corporation.
Altre distribuzioni:
- negli Stati Uniti il 1º giugno 1956 (New York City, New York)
- in Danimarca il 7 ottobre 1957 (Til sidste mand - massakre)
- in Spagna (La carga de los rurales)
- in Italia (La valle degli uomini perduti)
- in Messico ( La carga de los Rurales)

## Promozione
La tagline è: "Every Yaqui Arrow SCREAMED!".